# J̧
La J con cedilla (Mayúscula: J̧ minúscula: j̧), es una letra adicional del alfabeto latino utilizada en ciertas escrituras de las lenguas bereberes.
Está formada a partir de una J con el diacrítico de una cedilla.

## Codificación
La J con cedilla se puede representar con los siguientes caracteres en Unicode:
| formas    | representación | Puntos de código | descripción                          |
| --------- | -------------- | ---------------- | ------------------------------------ |
| mayúscula | J̧              | U+004A U+0327    | Letra mayúscula latina J con cedilla |
| minúscula | j̧              | U+006A U+0327    | Letra minúscula latina J con cedilla |